# Historia rosyjskiej animacji

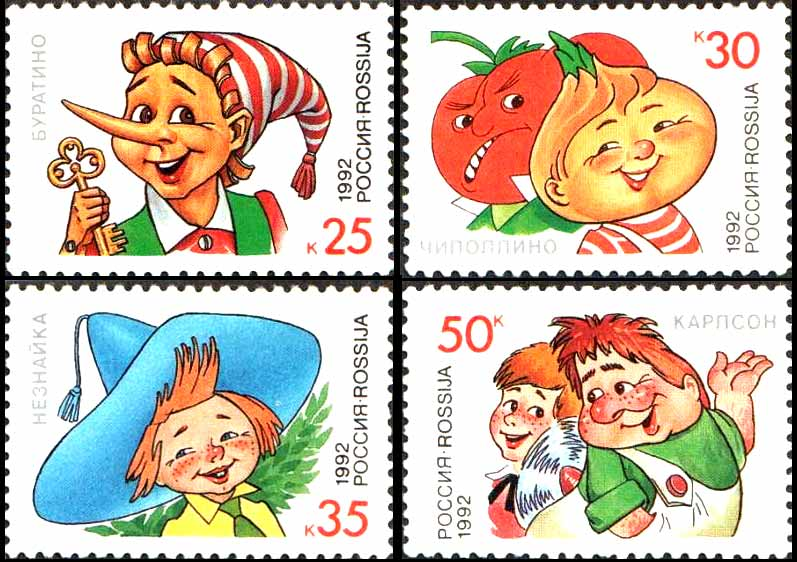
Znaczki pocztowe z bohaterami radzieckich kreskówek: Pajacyk Buratino, Cebulek i Senior Pomidor, Nieumiałek, Małysz i Karlson.

Historia rosyjskiej animacji obejmuje kilka okresów, z których największym był radziecki. Czasy kreskówek prezentowanych głównie przez studio filmowe „Sojuzmultfilm” i „Ekran”.

## Okres disnejowski
Historia radzieckiej animacji zmieniła się dramatycznie w 1933 roku, kiedy w Moskwie odbył się pierwszy w historii festiwal amerykańskich kreskówek. Bajki produkcji Walta Disneya wywarły ogromne wrażenie w ZSRR; nawet Józef Stalin był nimi zachwycony. Postanowiono stworzyć coś podobnego. W 1936 powstało legendarne studio filmów rysunkowych Sojuzmultfilm, które zostało zorganizowane jako kopia disnejowskiego studia w USA.
W latach 30 studio Sojuzmultfilm funkcjonowało pod silnym wpływem produkcji hollywoodzkich. Radzieckie filmy animowane pojawiły się jako imitacja bajek Disneya. W filmach rysunkowych takich jak Kot w butach (1938) sióstr W. i Z. Brumberg oraz Pies i kot (1938) Lwa Atamanowa występują bohaterowie niewiele różniący się od disnejowskich postaci.
Najlepsze radzieckie produkcje animowane „disnejowskiego okresu”, takie jak Złota antylopa (1954) czy Królowa Śniegu (1957) stały się później arcydziełami międzynarodowej sztuki animacji. Wpływ bajek Walta Disneya został wyeliminowany na początku 1960 roku. Złoty wiek radzieckiej animacji skończył się z początkiem okresu pierestrojki.

## Okres wojenny
Ładunek emocjonalny przemówień Józefa Stalina był fundamentem powstania radzieckich filmów animowanych w latach 1941-1942. W 1941 roku głównym naciskiem propagandy filmowej było zjednoczenie całego społeczeństwa ZSRR w walce przeciwko wspólnemu wrogowi - faszystowskim Niemcom. Do propagandowych filmów animowanych z tego okresu należą takie produkcje jak: Buciory faszystów depczą naszą ojczyznę, Sępy oraz filmy zawarte w Żurnalu Sojuzmultfilmu nr 2/1941 - Kronice filmowej 1-4 prezentującej cztery krótkie animacje propagandowe: „Czego chce Hitler?”, „Bij faszystowskich piratów”, „Bij wroga na froncie i na tyłach”, „Silny uścisk dłoni”. Animacja w tym okresie cechowała się agresywnym i bojowym klimatem, który był rezultatem porażek ZSRR na wojnie. W 1942 roku, gdy sytuacja na froncie  poprawiła się, filmy przestały straszyć wrogiem i zaczęły go wyśmiewać. Do propagandowych produkcji o zabarwieniu satyrycznym należy zaliczyć animowaną satyrę w trzech aktach pt. Kino-Cyrk prezentującą filmy „Treser Adolf i jego pieski”, „Hitler u Napoleona”, „Żongler Adolf na beczkach z prochu”.

## Rosyjscy twórcy filmów animowanych
Reżyserzy filmowi, animatorzy oraz rysownicy:

## Radzieckie studia filmów animowanych
- Biełaruśfilm – studio filmowe działające w Białoruskiej SRR z siedzibą w Minsku.
- Ekran – studio filmowe działające w Rosyjskiej Federacyjnej SRR z siedzibą w Moskwie.
- Gruzija-film – studio filmowe działające w Gruzińskiej SRR z siedzibą w Tbilisi.
- Kijewnauczfilm – studio filmowe działające w Ukraińskiej SRR z siedzibą w Kijowie.
- Mołdowa-film – studio filmowe działające w Mołdawskiej SRR z siedzibą w Kiszyniowie.
- Sojuzmultfilm – studio filmowe działające w Rosyjskiej Federacyjnej SRR z siedzibą w Moskwie.
- Tallinnfilm – studio filmowe działające Estońskiej SRR z siedzibą w Tallinie.
- Turkmenfilm – studio filmowe działające Turkmeńskiej SRR z siedzibą Aszchabad.
- Wołgogradtielefilm – studio filmowe działające w Rosyjskiej Federacyjnej SRR z siedzibą w Wołgogradzie.